# A World Without Heroes
«A World Without Heroes» es una canción de la banda estadounidense de rock Kiss, incluida en su noveno trabajo de estudio, Music from "The Elder". Sus compositores fueron el guitarrista Paul Stanley, el bajista y vocalista Gene Simmons, Lou Reed y el productor del disco, Bob Ezrin. Casablanca Records la publicó en 1981 como primer sencillo del álbum, aunque al igual que este, su recepción comercial en los Estados Unidos fue bastante discreta, pues únicamente llegó al puesto 56 del Billboard Hot 100. «A World Without Heroes» supuso el primer sencillo grabado por Eric Carr, que había reemplazado al batería original Peter Criss el año anterior, además Stanley interpretó el solo de guitarra en vez del otro guitarrista, Ace Frehley.
Debido al fracaso a comercial de Music from "The Elder", Kiss no llegó a realizar una gira promocional y el debut en directo del tema fue en el programa televisivo Fridays. La banda no volvería a tocarla ante el público hasta 1995, en una serie de convenciones de aficionados y en el especial de MTV Kiss Unplugged. A pesar de su moderado impacto en las listas, «A World Without Heroes» ha aparecido en varios de los recopilatorios del grupo en representación del álbum.

## Videoclip
El videoclip de A World Without Heroes muestra a Kiss con su formación de la época (Stanley, Gene Simmons, Ace Frehley y Eric Carr, quien por primera vez aparecía en un video de la banda), vistiendo los disfraces que utilizaban en esa época y tocando bajo unas luces en un lugar a fondo negro, mientras se ve la figura superpuesta de Simmons cantando. Frehley (quien al año siguiente de la publicación de Music From The Elder abandonó el grupo) aparece tocando una guitarra acústica de los mismos colores de su traje (blanco y negro). Al final del video, se ve claramente a Simmons derramar una lágrima, posiblemente por la melancólica letra de la canción.

## Créditos
- Paul Stanley - guitarra
- Gene Simmons - bajo, voz
- Eric Carr - batería
- Ace Frehley - guitarra

## Posición en las listas
| País           | Lista             | Mejor posición | Ref.  |
| -------------- | ----------------- | -------------- | ----- |
| Estados Unidos | Billboard Hot 100 | 56             | [ 1 ] |
| Reino Unido    | UK Singles Chart  | 55             | [ 2 ] |

## Versión de Cher
En 1991, Cher grabó una versión de esta canción para su álbum Love Hurts.